# Willem Poelstra
Willem Poelstra (Hijum, 9 april 1975 - Amsterdam, 16 oktober 1999) was een Nederlandse marathonschaatser. Zijn beste resultaat was een negende plaats bij de Elfstedentocht in 1997.

## Levensloop
Poelstra groeide op in een boerenfamilie. Na de middelbare school ging hij milieutechnologie studeren aan het Van Hall Instituut. In de jaren tachtig was hij geïnspireerd door de Elfstedentochten die vlak langs zijn huis kwamen en wat hem inspireerde om zelf marathonschaatser te worden. Poelstra had talent. Zo werd hij in 1996 Nederlands kampioen op kunstijs bij de B-rijders.
Zijn hoogtepunt bereikte Poelstra bij de Elfstedentocht in 1997 waar hij negende werd. In datzelfde jaar ontving hij de Prijs der Beloften. Het jaar daarop werd Poelstra vijfde in het klassement om de KNSB Cup. In 1999 sloeg het noodlot toe voor Poelstra. Na afloop van een van de eerste wedstrijden van het seizoen op de Jaap Edenbaan in Amsterdam kreeg hij een hartaanval en overleed twee uur later.

## Postuum
De naam van de Prijs der Beloften werd omgedoopt naar Willem Poelstra Trofee. Zijn neef Douwe de Vries won de Trofee in 2008.